# کورت سایتسلر
کورت سایتسلر (به آلمانی: Kurt Zeitzler) (۹ ژوئن ۱۸۹۵–۲۵ سپتامبر ۱۹۶۳) نظامی بلندپایهٔ آلمانی در دوره رایش سوم بود که بین سپتامبر ۱۹۴۲ تا ژوئن ۱۹۴۴ ریاست ستاد کل نیروی زمینی را بر عهده داشت. در جریان جنگ جهانی دوم، او پیش از آن نیز در جایگاه‌های ریاست ستاد یگان‌های بزرگی چون گروه زرهی ۱ و گروه ارتش دی خدمت می‌کرد.

## سال‌های اولیه
کورت سایتسلر سال ۱۸۹۵ زاده شد. پدرش روحانی پروتستان بود. سایتسلر به عنوان درجه‌دار پیاده‌نظام در جنگ جهانی اول خدمت کرد. سال ۱۹۳۴ به نیروهای زرهی منتقل شد. زمینه فعالیت چندانی در امور ستادی نداشت. سال ۱۹۳۸ با درجه سرهنگ دوم، در فرماندهی عالی ورماخت پیش‌نویس مورد سبز، عملیات نظامی علیه چکسلواکی را تنظیم کرد. در پی آغاز جنگ جهانی دوم یک هنگ پیاده‌نظام را فرماندهی نمود و سپس رئیس ستاد سپاه ۲۲ و گروه زرهی کلایست بود. در این جایگاه‌ها عملکرد مناسبی نشان داد. او مهارت خاصی در سازمان دادن به تحرکات راهبردی از جمله تدارکات‌رسانی به پیشروی‌های برد بلند و پیچیده نیروهای زرهی داشت. از این مهارت در نبرد فرانسه در سال ۱۹۴۰ و عملیات بارباروسا در سال ۱۹۴۱ به‌خصوص در نبردهای محاصره‌ای بزرگ متوالی همانند نبرد نخست کی‌یف و نبرد دریای آزوف، استفاده شد. سایتسلر از اوایل سال ۱۹۴۲ رئیس ستاد گروه ارتش دی با مسئولیت محافظ از خط ساحلی شمالی فرانسه و کشورهای سفلی، بود. در این جایگاه و موقعیت نسبتاً به‌دور از رزمگاه‌های اصلی همچنان حمیت همیشگی بالایی از خود نشان می‌داد. وقت زیادی را صرف آماده‌سازی دفاع مناطق غربی کرد.

## ریاست ستاد کل نیروی زمینی
هنگامی که با درجه سپهبد به عنوان رئیس ستاد کل نیروی زمینی جایگزین ارتشبد فرانتس هالدر شد از پیش تماس چندانی با جبهه شرقی نداشت. با عمل محطاتانه، برخی آشفتگی‌های موجود در ستاد کل را سامان بخشید که موجب سهولت پیش‌برد کار و مسئله هدایت امور جنگی توسط فرماندهی عالی می‌شد. برخلاف فرمانبرداری نسبتاً محض اولیه، سایتسلر به مرور به مقاومت در برابر برخی تصمیم‌گیری‌های فرماندهی عالی برخاست. نخستین اختلاف نظر عمده او با هیتلر بر سر مسئله نبرد استالینگراد بود که اعتقاد داشت در پی ضدحمله شوروی در ماه نوامبر سال ۱۹۴۲ می‌بایست ارتش ششم را بلافاصله عقب کشید. این موضوع موجب بروز تنش با هیتلر می‌شد که دستور به پایداری فریدریش پائولوس در استالینگراد داده بود. با به محاصره افتادن ارتش ششم، سایتسلر بر این باور بود که لوفت‌وافه نمی‌تواند میزان تدارکات کافی را از طریق هوایی به آن برساند. سایتسلر روز ۲۴ نوامبر صراحتاً و در نزد هیتلر، در روی او به رایشس‌مارشال هرمان گورینگ، فرمانده کل لوفت‌وافه گفت که چنین ادعایی از طرف آن «یک دروغ است.» سایتسلر ماه ژانویه سال ۱۹۴۳، هیتلر را به تخلیه محاصره دمیانسک ترغیب می‌نمود که ماه بعد با موفقیت اجرا شد و ۱۰۰٬۰۰۰ نفر نیرو را حفظ کرد. سایتسلر در تلاش بود سازمان جدیدی با انتصاب یک فرمانده کل برای جبهه شرقی ایجاد شود که مستقل از دخالت‌های هیتلر عمل کند. او در نظر داشت فرماندهی عالی نیروی زمینی آلمان و فرماندهی عالی ورماخت ترکیب و یک فرماندهی عالی برای تمامی نیروهای مسلح با شمول اس‌اس، ایجاد شود. به هر حال نفوذ اندک سایتسلر و مخالفت‌های مختلفی که چنین طرح‌هایی به خود جلب می‌کرد، امکان عملی شدن آن را نمی‌داد.
ترفیع درجه:
- ۲۴ دسامبر ۱۹۱۴: ستوان دوم
- ۲۰ ژوئن ۱۹۱۸: ستوان یکم
- ۱ ژانویه ۱۹۲۸: سروان
- ۱ ژوئیه ۱۹۳۴: سرگرد
- میانه ژانویه ۱۹۳۷: سرهنگ دوم
- ۱ ژوئن ۱۹۳۹: سرهنگ
- ۱ فوریه ۱۹۴۲: سرتیپ
- ارتقا مستقیم از سرتیپ به سپهبد با رد کردن سرلشکر
- ۲۴ سپتامبر ۱۹۴۲: سپهبد (ژنرال پیاده‌نظام)
- ۱ فوریه ۱۹۴۴: ارتشبد

با وجود برخی موفقیت‌ها در به کرسی نشستن نظرات سایتسلر، در تصویر کلی، به‌خصوص در میل به عقب‌نشینی‌های بزرگ، معمولاً چنین نمی‌شد. او در رسیدن به خواسته‌هایش کمکی از جانب فیلدمارشال ویلهلم کایتل، رئیس فرماندهی عالی ورماخت و سپهبد آلفرد  یودل، رئیس بخش عملیات‌های این فرماندهی، دریافت نمی‌کرد. سایتسلر در نهایت تحمل خود را از دست داد و چندین مرتبه خود خواهان عزل خود شد که البته با آن مخالفت گردید. ماه آوریل سال ۱۹۴۴ نتوانست هیتلر را متقاعد به تخلیه کریمه کند. به شکل مشابهی ماه ژوئیه همان سال اصرار او عقب‌نشینی گروه ارتش شمال از منطقه بالتیک پیش از افتادن آن به محاصره نتیجه‌بخش نبود. در نهایت در فضای کودتای ۲۰ ژوئیه سال ۱۹۴۴ سایتسلر به مرخصی درمانی فرستاده شد و روز بعد با ارتشبد هاینتس گوردریان جایگزین گشت. سایتسلر مظنون به دست داشتن در کودتا بود؛ از این رو از کاملاً از نیروهای مسلح کنار گذاشته شد و مزایای مربوط به درجه بالا از او سلب گردید. البته نشانه‌ای وجود ندارد که موید ارتباط او با کودتاگران باشد.